# Gaumont

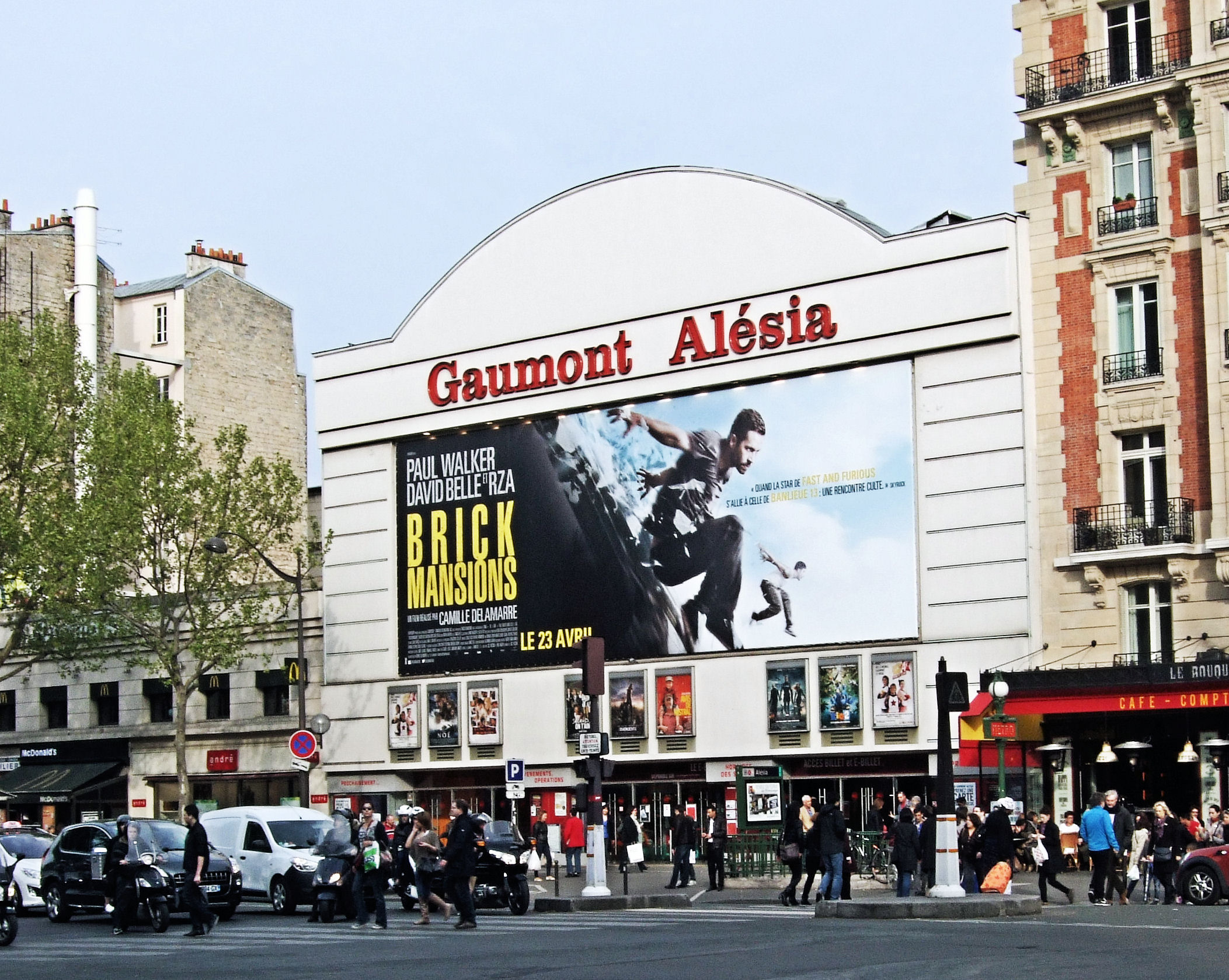
Jedno z kin Gaumont-Pathé w Paryżu

Gaumont – francuskie przedsiębiorstwo z branży kinematograficznej, założone w 1895 roku przez Léona Gaumonta. Jest to jedna z najstarszych wytwórni filmowych na świecie. W swojej historii firma zajmowała się wytwarzaniem sprzętu fotograficznego i filmowego, a także produkcją i dystrybucją filmową.

## Historia
W roku 1895 francuski przedsiębiorca Léon Gaumont nabył firmę zajmującą się produkcją sprzętu optycznego i fotograficznego od Féliksa Richarda. Gaumont, zainteresowany samym wynalazkiem kinematografu, zlecił skonstruowanie podobnego urządzenia inżynierowi Georges’owi Demenÿ. Opracowany przez Demenÿ’ego  aparat, tzw. chronoskop, zasilany był taśmą filmową o szerokości 58 mm. Niedługo później, w roku 1897, produkowane przez Gaumonta urządzenie zaadaptowano do używania z opracowanym przez Edisona standardem taśmy 35 mm i wprowadzono do seryjnej produkcji.

### Okres kina niemego
W roku 1905 Gaumont zorganizował studio filmowe w paryskiej dzielnicy Buttes-Chaumont, gdzie realizowano zdjęcia do większości ówczesnych filmów produkowanych przez jego wytwórnię. W roku 1911 nabył z kolei paryską salę widowiskową Hippodrome, przemianowując ją na Gaumont Palace, reklamowany jako „największe kino na świecie”. Niedługo po nabyciu Gaumont Palace przedsiębiorstwo weszło w posiadanie szeregu ekskluzywnych kin paryskich.
Do roku 1908 powstało 14 zagranicznych oddziałów Gaumont. W tym właśnie roku zainicjowany przez Edisona trust Motion Picture Patents Company ograniczył import filmów francuskich do Stanów Zjednoczonych. W tym okresie firma Gaumont założyła w Nowym Jorku studio filmowe realizujące krótkie filmy dźwiękowe w systemie nazywanym Chronophone. Tuż przed I wojną światową Gaumont była drugą najbardziej aktywną wytwórnią filmową we Francji, zaraz po jej najsilniejszym rywalu Pathé-Frères.

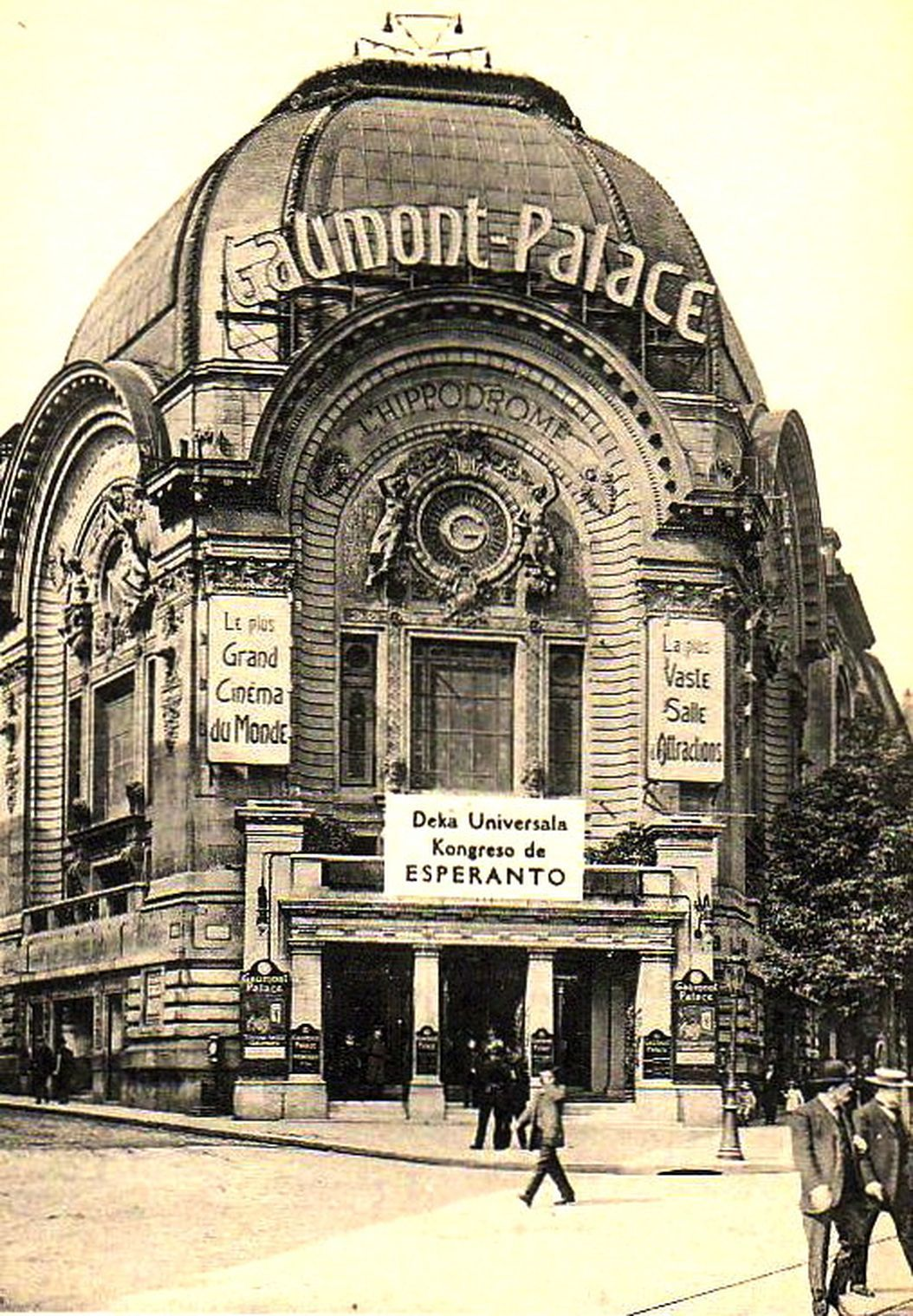
Kino Gaumont Palace (1914)

Gaumont od samego początku istnienia wynalazku realizował popularne wówczas aktualności i trawelogi, wynajmując je właścicielom kin za odpowiednią opłatą. Początkowo filmy realizowała przeważnie jego sekretarka, Alice Guy, która została tym samym pierwszą w historii kobietą reżyserującą i produkującą filmy. W roku 1906 Guy wyreżyserowała jeden z najbardziej wystawnych i najdroższych filmów Gaumont: Narodziny, życie i śmierć Chrystusa, mający konkurować z filmem Żywot i męka Jezusa Chrystusa (1903) produkcji Pathé. Rok później Guy wyjechała razem z Herbertem Blaché (swoim późniejszym mężem) do Stanów Zjednoczonych popularyzować system Chronophone oraz realizować filmy dźwiękowe.
Około roku 1905 w firmie Gaumont zatrudnienie znalazło szereg realizatorów filmowych, w tym m.in. Louis Feuillade, Étienne Arnaud, Roméo Bosetti oraz Léonce Perret. Feuillade od 1907 roku kierował produkcją filmową wytwórni – reżyserował, jak również nadzorował pracę zespołu scenarzystów, aktorów i realizatorów. W Gaumont produkowano wówczas m.in. filmy biblijne, historyczne i taneczne, melodramaty oraz westerny. Współpracującym z Gaumont twórcą filmów animowanych był Émile Cohl. Po roku 1909 filmy produkowane przez Gaumont nabrały poważniejszego tonu, analogicznie do zyskującego wówczas na popularności Film d’art oraz utrzymanych w estetyce realizmu filmów Pathé. Perret i Feuillade realizowali w tym okresie wiele melodramatów, m.in. Gardien de la Camargue (1910) oraz Le Coeur et l’argent (1912).

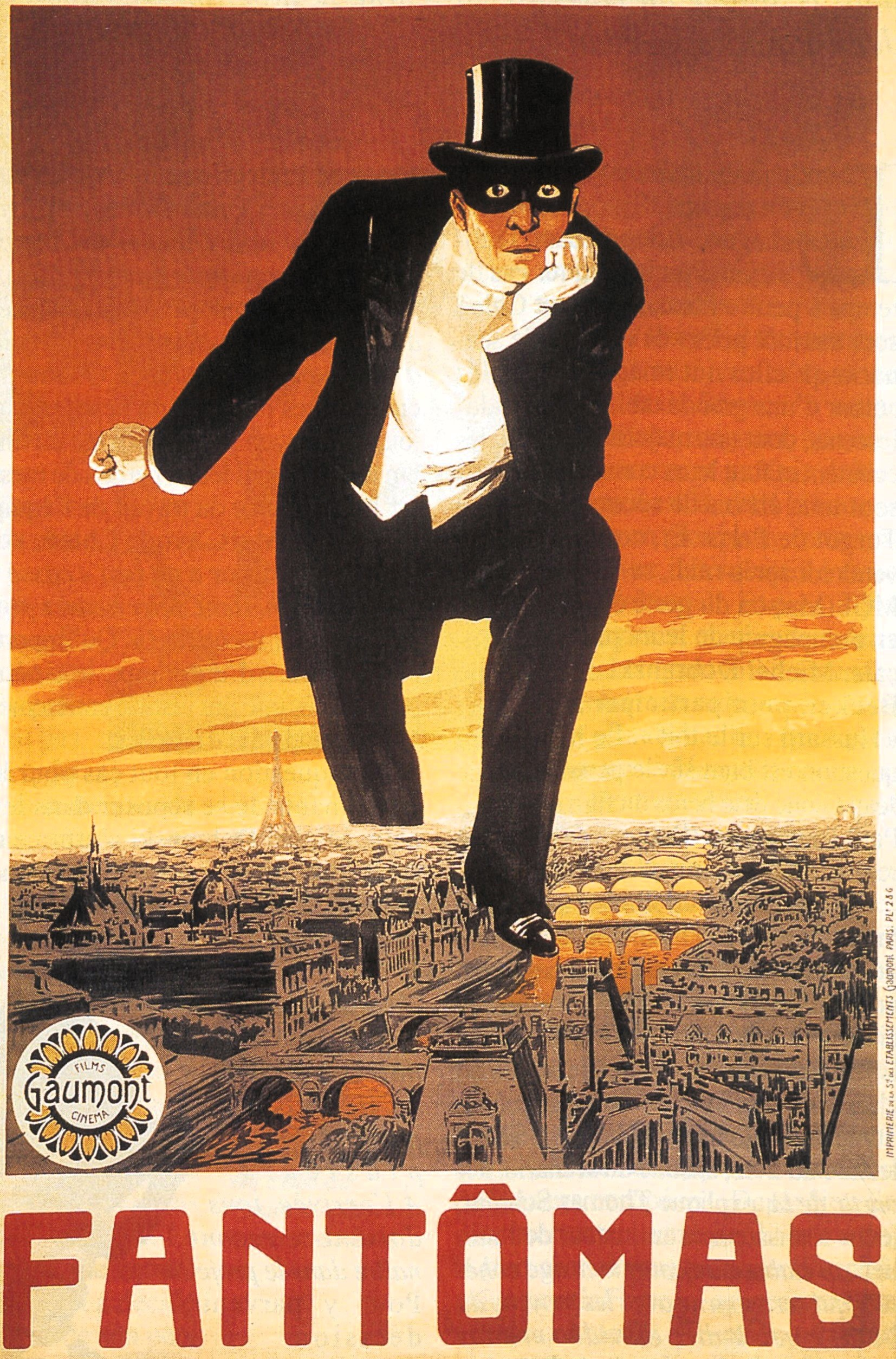
Fantomas – klasyczna postać z wczesnych filmów Gaumont

W roku 1938 firma Gaumont, kierowana wówczas przez Louisa Alberta, ogłosiła upadłość. Jej majątek został przejęty, a samo przedsiębiorstwo zreorganizowano pod nazwą Société des Nouveaux Établissements Gaumont.

### Okres po drugiej wojnie światowej
Mimo ogłoszenia upadłości pod koniec dwudziestolecia międzywojennego, firma zdołała w latach powojennych utrzymać silną pozycję na rynku francuskim. W latach 70. tworzyła razem z Pathé monopolistyczny układ, w ramach którego obydwa przedsiębiorstwa podzieliły między siebie cały francuski rynek dystrybucji filmowej. Od roku 1975 firmą Gaumont kierował Nicolas Seydoux. Układ Gaumont-Pathé został rozbity w roku 1983 za sprawą interwencji ministra kultury w rządzie socjalistów, Jacka Langa.

## Współczesna działalność
Druga połowa lat 80. jest okresem, w którym wytwórnie francuskie otrzymywały od państwa szereg zachęt gospodarczych, nakłaniających je do konkurowania z ekspansją hollywood i produkowania własnych blockbusterów. Odbywało się to w ramach tzw. „planu Langa”, kierowanego przez ministra kultury. Od 1986 roku Gaumont stał się ważnym francuskim ośrodkiem produkującym wysokobudżetowe kino popularne, wchodząc w umowy koprodukcyjne ze stacjami telewizyjnymi (Canal+, TF1) oraz ze studiami hollywoodzkimi. Gaumont produkowało filmy uznanych reżyserów francuskich, w tym Claude’a Berri oraz Luca Bessona. Filmy Jean de Florette (1986), Manon u źródeł (1986) oraz Wielki błękit (1988) okazały się sukcesami kasowymi.
W roku 1993 nieoczekiwanie duży sukces kasowy osiągnęła wyprodukowana przez Gaumont komedia Goście, goście, pomimo konkurencji ze strony z wysokobudżetowych filmów takich jak Germinal lub Park Jurajski. W tym okresie również zacieśniała się współpraca pomiędzy Gaumont a Pathé w dziedzinie produkcji i dystrybucji filmowej, prowadząc stopniowo do integracji wertykalnej, zwiększenia udziału telewizji w budżetach filmowych, a także wyraźniejszej tendencji do realizowania filmów o wysokim budżecie. Jednym z rezultatów tej współpracy jest koprodukowany m.in. przez Gaumont i Pathé film Luca Bessona Piąty element (1997), jeden z najdroższych i najbardziej dochodowych w historii francuskiej kinematografii.

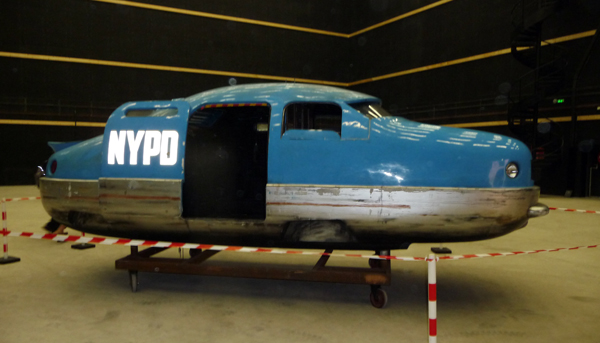
Pojazd policyjny z filmu Piąty element (1997)

W 2001 roku, po kasowej porażce filmu Goście w Ameryce, Nicolas Seydoux postanowił ratować sytuację finansową firmy łącząc sieć kin Gaumont z kinami Pathé we wspólne przedsięwzięcie typu joint venture – nową sieć nazwano Europalaces. Zacieśnianie więzi pomiędzy obydwoma firmami postępowało i w roku 2003 zbiory Gaumont i Pathé zostały połączone we wspólne archiwum filmowe, dając obydwu firmom prawa do dystrybuowania klasyki filmu francuskiego. Kina Europalaces obsłużyły z kolei w 2005 roku 40% widowni francuskiej. W 2010 roku sieć przemianowano na Les Cinémas Gaumont Pathé. Dziś sieć ta obecna jest na rynkach Francji, Holandii, Szwajcarii i Belgii.
Największym dotychczasowym sukcesem kasowym Gaumont jest realizowany w koprodukcji film Nietykalni, który zarobił w kinach na całym świecie ponad 484 miliony dolarów, osiągając tym samym najwyższy wynik kasowy filmu francuskojęzycznego w historii i przebijając wcześniejszy rekord 263 milionów dolarów ustanowiony przez Piąty element (1997), a także deklasując rekord kasowy 274 milionów dolarów ustanowiony w kategorii produkcji nieanglojęzycznych przez film Spirited Away (2001).
Gaumont angażuje się również w produkcję telewizyjną. W początkowym okresie działalności oddziału Gaumont Television popularność zyskał zrealizowany w języku angielskim serial Nieśmiertelny (1992), który stał się niezwykle popularny w Stanach Zjednoczonych. Firma wyprodukowała m.in. serial animowany Oggy i karaluchy (zrealizowany przez studio Xilam). Wśród francuskojęzycznych produkcji Gaumont Television wyróżnić można seriale kryminalne Glacé (2016) oraz L'Art du Crime (2017). Oprócz tego Gaumont International Television, oddział firmy z siedzibą w Los Angeles, produkuje szereg seriali dla telewizji i platform streamingowych: Hannibal (2013, NBC), Narcos (2015, Netflix), Nie ma jak w rodzinie (2015, Netflix).